# Чотири фонтани

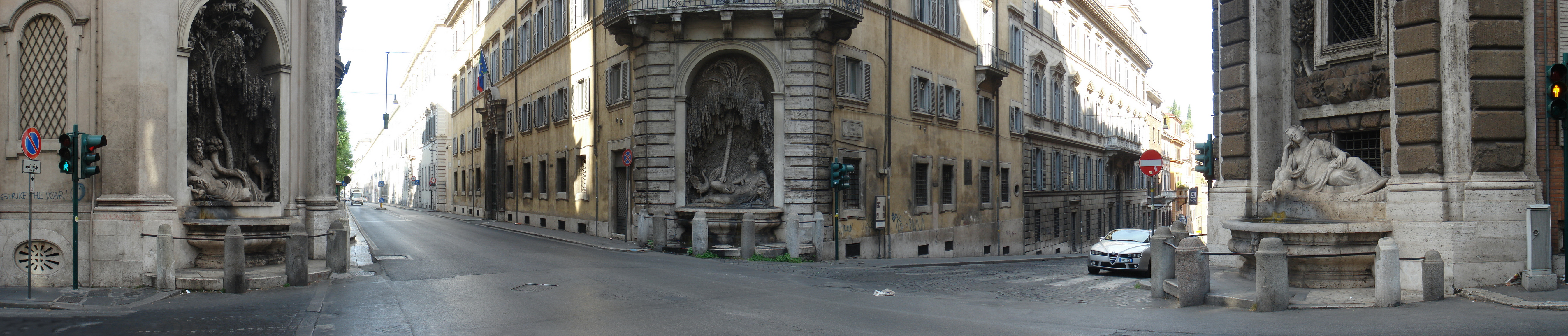
Площа чотирьох фонтанів. Ліворуч — фонтан Тибр, в центрі фото — фонтан Юнона, праворуч — фонтан Діана, за спиною глядача — фонтан Арно

41°54′07″ пн. ш. 12°29′27″ сх. д. / 41.901962° пн. ш. 12.490736° сх. д.
 Чотири фонтани  (італ. Quattro Fontane) — невеликий ансамбль з чорирьох фонтанів, вбудованих у мури навколишніх будівель в Римі.

## Історія виникнення

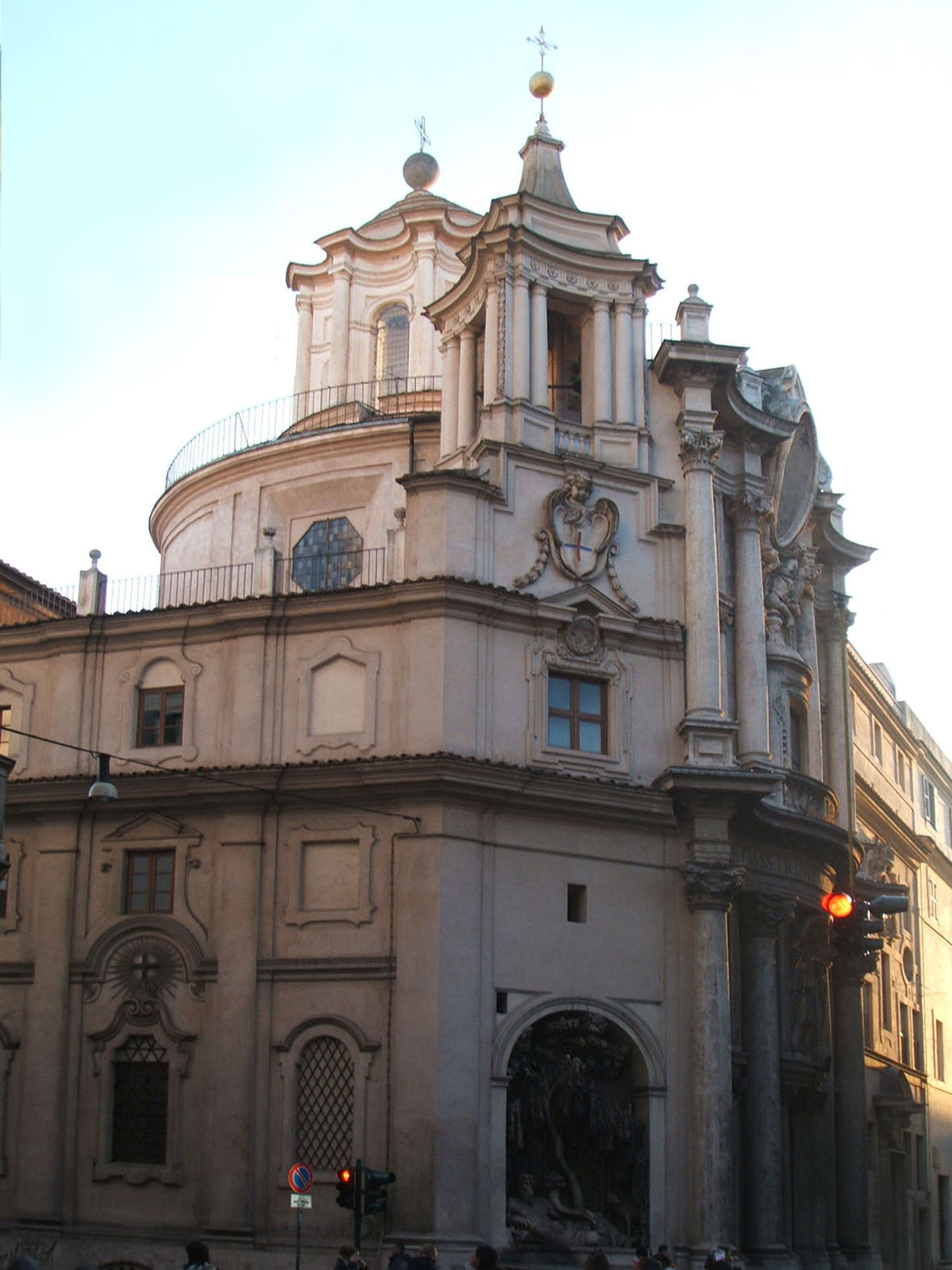
Сан Карло алле Кваттро Фонтане

В спекотному Римі завжди була велика потреба у джерелах питної води. Так повелося ще з доби Римської імперії. Навіть римські імператори, аби отримати популярність мешканців Риму, переймалися спорудженням водоводів-акведуків.
Після створення Папської держави функція патронів акведуків і фонтанів автоматично перейшла до світського і релігійного голови держави — папи римського. Фонтани і акведуки міста виконували декілька різних функцій — постачання води для мешканців міста, для численних паломників з католицьких країн, для напування худоби римського населення. Велика армія талановитих інженерів, архітекторів та скульпторів, яких завжди приваблював Рим, обумовила залучення їх як до будівництва церков і палаців, так і до створення фонтанів.
Не був винятком і ансамбль чотирьох фонтанів на перетині вулиць Пія та Феліче (нині — 20 вересня та Віа дель Квіріналє). Коли понтифік Сікст V зажадав гідно прикрасити цю площу, йому запропонували з таємним наміром отримати замовлення на скульптури — чотири різних скульптури. Сікст V наполягав на створенні фонтану. Йому запропонували фонтан посередині площі. Але цей варіант при його реалізації ставав у заваді вуличному руху. Тоді і виник остаточний варіант створити чотири фонтани, вмуровані у стіни навколишніх споруд, аби залишити вільним перетин шляхів. Це було дещо складне інженерне завдання, але реалізували саме його.
Архітектурним задумом ансамблю стало уособлення двох великих річок Італії — Тибру та Арно і алегорії двох жіночих чеснот — в образах Діани та Юнони. Композиція у всіх фонтанів — однакова: скульптура була алегорією відповідно програми, а з глечика у заокруглений басейн текла вода. Пишно оздоблені були тільки ніші за алегоріями Тибру та Юнони. Найменше оздоблень мала фігура Діани. До того ж вона виконана дещо провінційно і мало нагадувала струнку і швидку у рухах богиню полювання.
Ніші за фігурами Тибру та Юнони прикрашені зображенням дерева та скелі. За Тибром є зображення печери, з якої виходить вовчиця, давній символ Риму. Папа римський так переймався створенням фонтанів, що профінансував створення трьох з них. Четвертий профінансував багатий мешканець Джованні Гріденцоні, що мав приватні володіння на цьому перехресті.
Площа з чотирма фонтанами створювалась впродовж 1588–1593 років. Трохи згодом бік однієї споруди перебудували. Тут була споруджена невеличка церква Сан Карло з могутньою і галасливою славою шедевру доби бароко. Адже автором її проекту був уславлений архітектор Франческо Борроміні, головний суперник в архітектурі тодішнього художнього диктатора Риму — Лоренцо Берніні. Хвилястий фасад барокової церкви викликав низку запозичень в архітектурі як самої Італії, так і за її межами. Площа чотирьох фонтанів в Римі набула популярності. Навіть назва уславленої церкви Сан Карло тепер була пов'язана з ними — Сан Карло у чотирьох фонтанів. Саме на її боці — фонтан з алегорією Тибру.
Фонтани Риму набули такої популярності, що неодноразово ставали "героями " картин і гравюр різних художників. Італійський композитор Отторіно Респігі (1879–1936) оспівав їх у музичному творі з тією ж назвою — «Фонтани Риму»

## Галерея

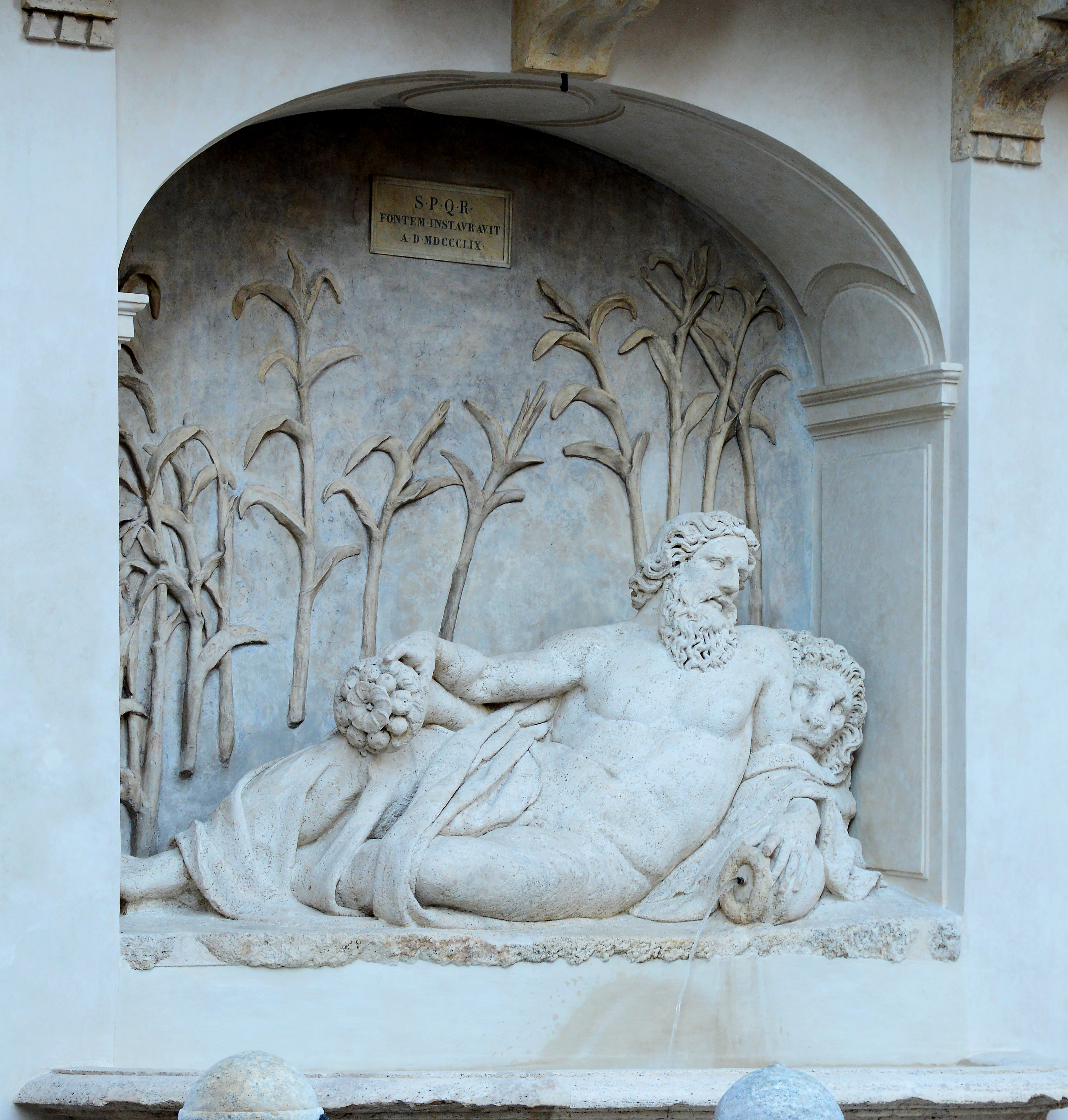
Ріка Арно
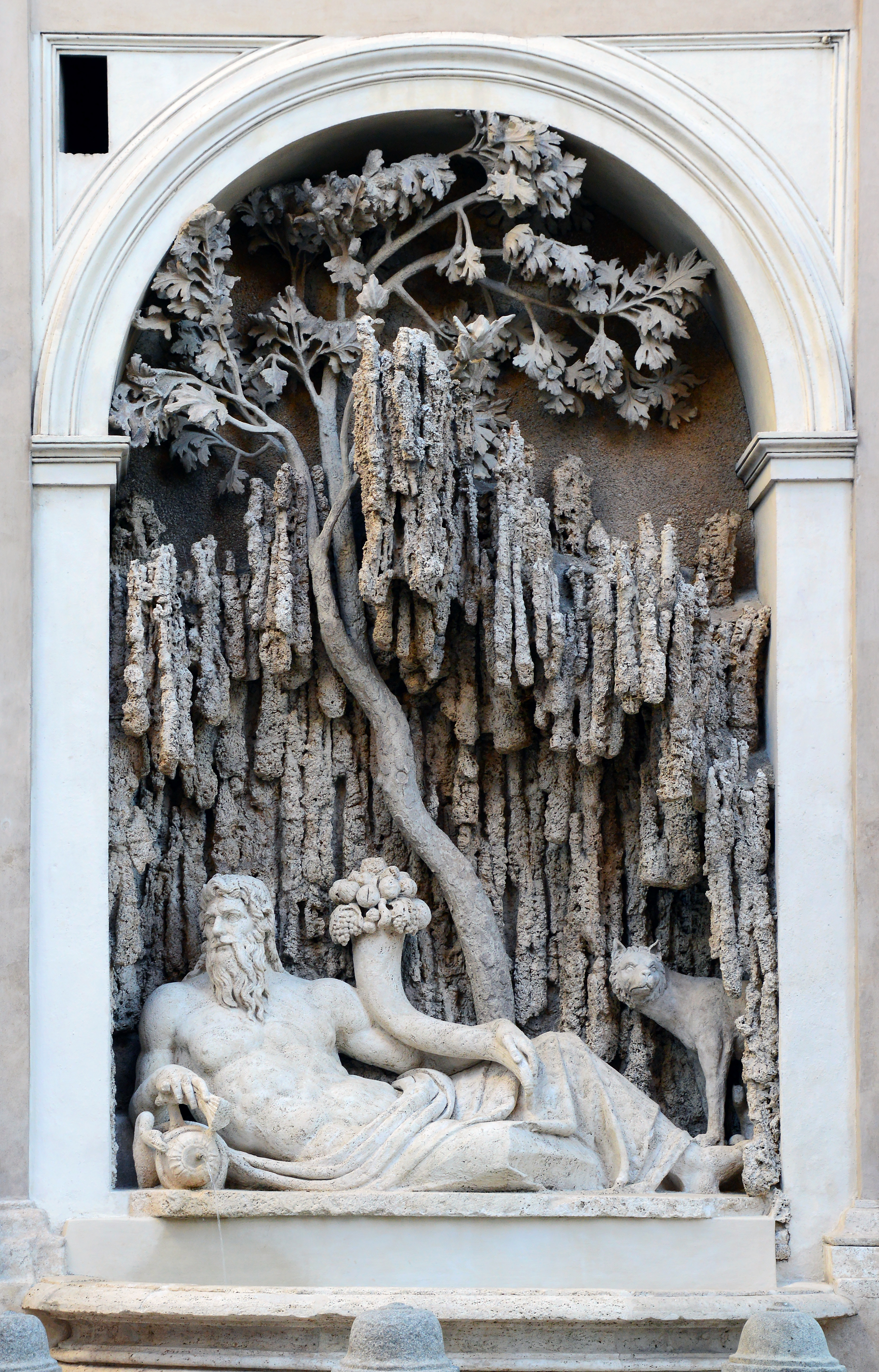
Ріка Тибр
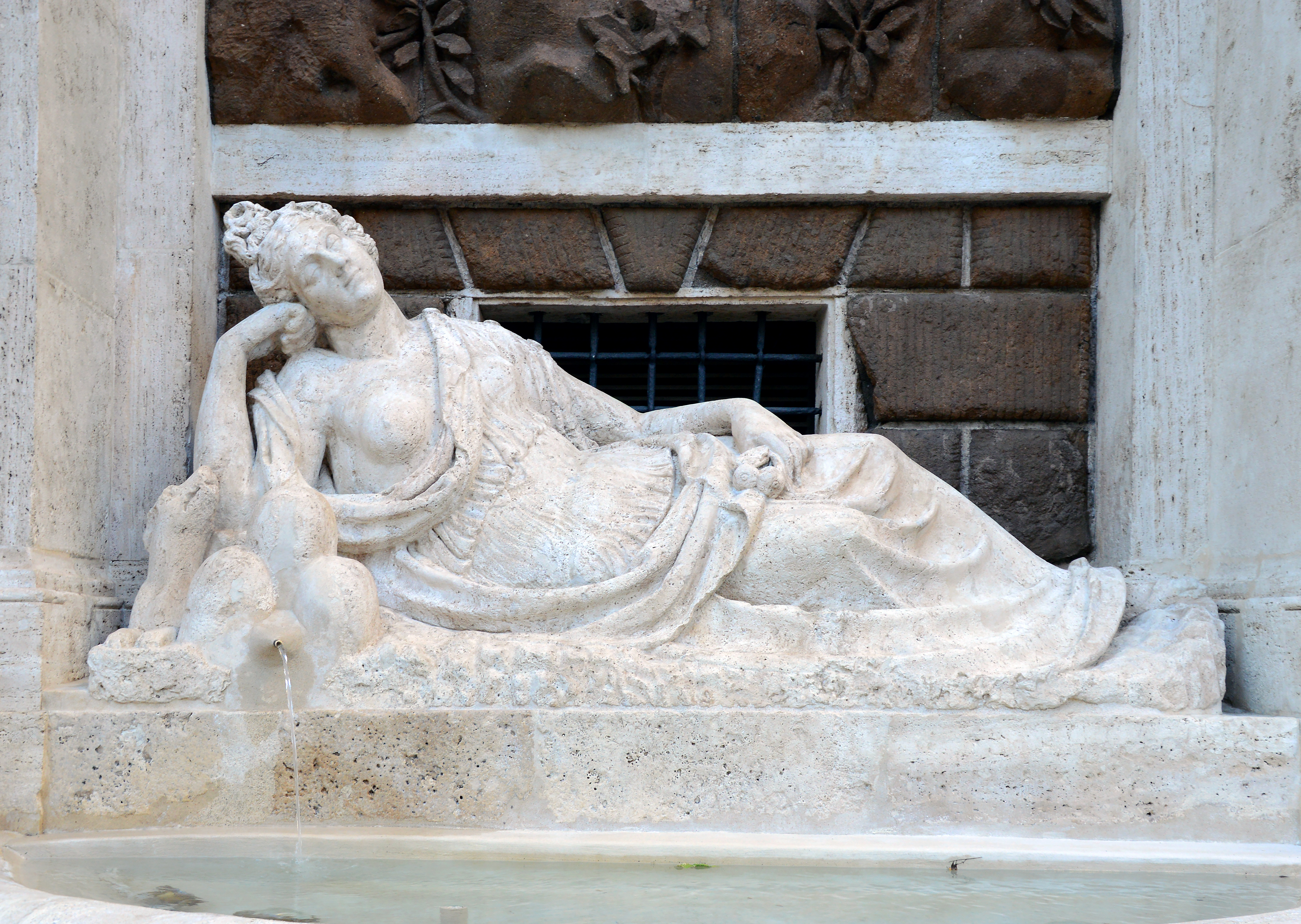
Богиня Діана
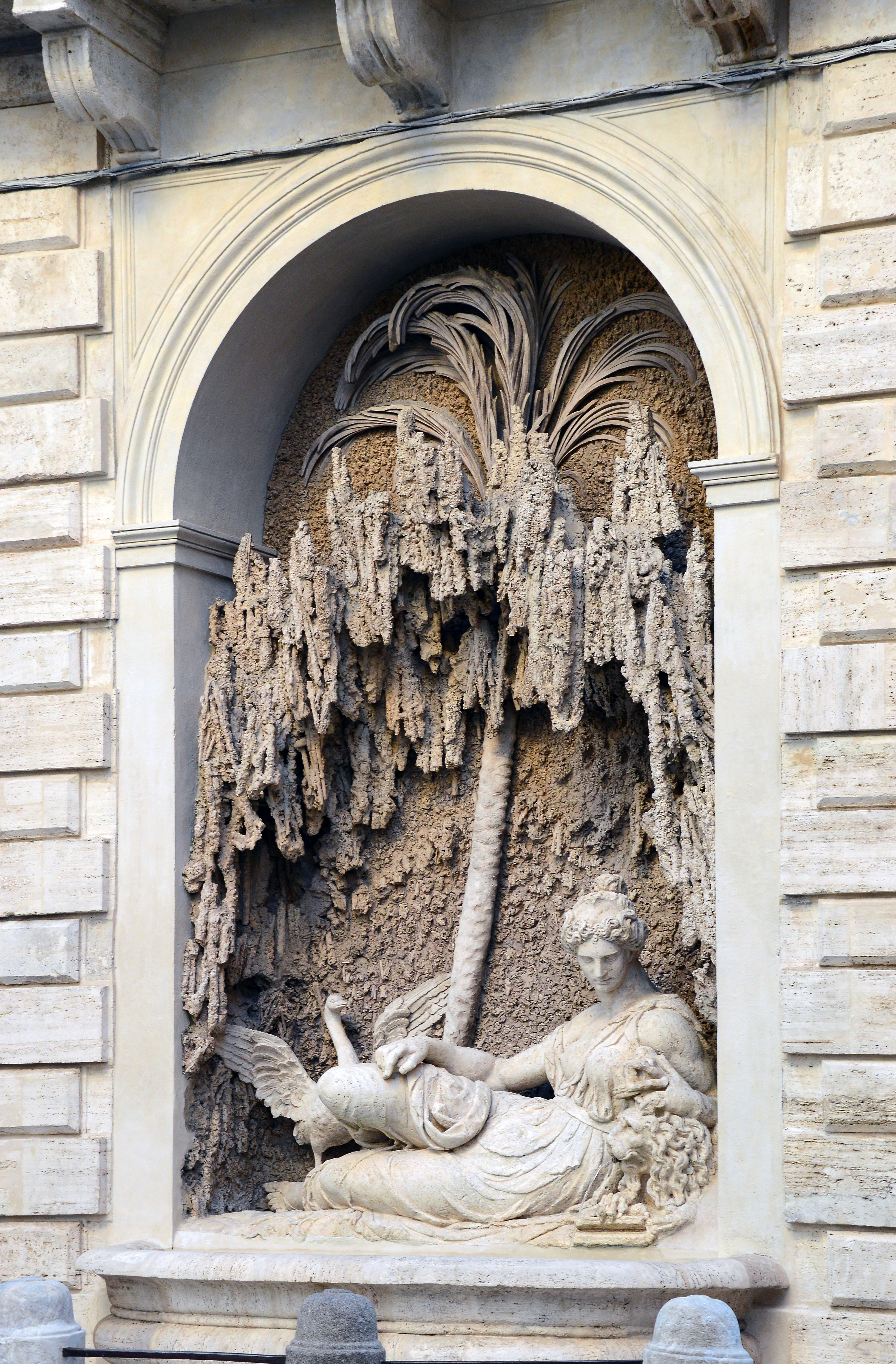
Богиня Юнона